# مقاطعة بامليكو (كارولاينا الشمالية)
مقاطعة بامليكو (بالإنجليزية: Pamlico County)‏ هي إحدى مقاطعات ولاية كارولاينا الشمالية في الولايات المتحدة الأمريكية. مركز المقاطعة أو مقعدها هي مدينة بايبورو. تأسست هذه المقاطعة سنة 1872.أصل هذه المقاطعة يأتي من: مقاطعة بوفورت ومقاطعة كريفين.